# Kasyniana griseosericeella
Kasyniana griseosericeella is een vlinder uit de familie sikkelmotten (Oecophoridae). De wetenschappelijke naam is voor het eerst geldig gepubliceerd in 1879 door Ragonot.
De soort komt voor in Europa.